# 無礼講
無礼講（ぶれいこう）とは、地位や身分の上下を取り払い楽しむという趣旨の宴会。
無礼講の概念そのものは、日本では古代からあったと考えられる。しかし、具体的に「無礼講」という名称を用いたのは、鎌倉時代末期、1320年代初頭に、公卿・儒学者である日野資朝とその親戚・同僚の日野俊基が開いた会合が、史料上の初見である。これは茶会の一種で、自分の地位に合わない衣服をあえて着ることで、互いの身分の上下の区別をわからなくして、純粋に才能のある者だけを集めて歓談を行った先進的な学芸サロンだった。ただ、あまりにも先進的であったため、花園上皇など、公家社会の最上位の有識者からは眉をひそめられることもあった。資朝・俊基の無礼講は、一説によれば、茶道の前身である闘茶の最も早い例と言われる。また、室町時代の連歌会なども無礼講に端を発すると言う説もあるなど、文化史的に重要な会である。
なお、軍記物語『太平記』（1370年ごろ完成）では、薄着の女性を侍らせた酒宴であったとか、資朝・俊基の主君である後醍醐天皇自身も参加した鎌倉幕府討幕計画の場だったと物語られる。しかし、これらの物語は、2010年代時点で疑問が提出されている。

## 概説

### 古代の無礼講
日本の神事としての祭りは、神と人が共に同じものを食する神人共食が基本の形であり、神に奉納した神酒を参列者も授かる直会が礼講であり、その後二次会的に行われる宴席のことを無礼講とすることが、本来の意とも言われる。
歴史的な経緯としては、古代日本の貴族主体の宴会では、座席や酌の順番、杯の回数や手順など儀礼が重んじられていたが、武家が力を持った中世以降、儀礼を取り払った一般的な宴会形式として、無礼講が広がったといわれる。
記録に残る日本の宴会では、無礼講は無い方が珍しい。平安時代から室町時代にかけて成立した正式な宴会形式である本膳料理は「式三献」という9杯の盃を干すところから始まるが、小杯3杯、中杯3杯、大杯3杯と規定だけでも相当な量を飲む。本膳が終わったあとは酒宴となるが、人に酒を勧める際の作法が記録に残っているだけでも10種類以上あった。酒合戦のように飲み比べになることが多く、誰かが倒れるまで飲むのが原則だった。しらふでは非礼だが、酔って殿上で吐く場合は「苦しからず」とされた。イエズス会司祭で『日本教会史』を著したジョアン・ロドリゲスは日本の宴会は酒で腹いっぱいにし、泥酔させることを目的にしていると分析している。また、熊倉功夫は乱酒の中にもいろいろルールがあり、見かけは無礼でも一定の秩序の中の乱酒だったのではないかと述べている。

### 「無礼講」の語源

#### 同時代の記述
『日本国語大辞典』第二版で、「無礼講」の用例として挙げられた中で最も古いのは、花園上皇が著した日記である『花園天皇宸記』の元亨4年（1324年）11月1日条である。
無礼講を主宰した日野資朝という儒学者は、中流貴族の出身ながら、才学で公卿（上級貴族）にまで登りつめた天才だった。当時の二大学者帝として名高い花園上皇と後醍醐天皇の間で人材獲得競争が行われたほどである。その一方で、『徒然草』によれば、老僧の外見だけを見て「なんと尊い高僧だろう」と言った大臣に対し、老犬を連れてきて「じゃあ、この犬も尊いですよ」とやり込めたとされるなど、一風変わった人物でもあった。
上の原文では「不着衣冠、殆裸形」とあるが、日本文学研究者の兵藤裕己によれば、これは字義どおり裸だったという訳ではないという。当時は、衣冠や烏帽子の種類や色などで身分の上下が表されていたが、そうした制度の規範に合う服を着ず、あえて序列のわからない服を着ることで、世俗的な身分・序列を越えた交流を行った。それが、規範を重んじる花園の眼からは、「ほとんど裸も同然」という評価になったのではないか、という。
兵藤によれば、この無礼講が、建武の新政での茶寄合や連歌会の爆発的流行に発展したのだろうという。また、このころ流行した茶の文化に、闘茶（茶道の前身）という、茶の香りや味から産地を当てる遊びがあった。闘茶の確実な史料上の初見は、これよりやや後に光厳天皇の宮廷で開催された茶寄合であるが、確実ではないものまで含めれば、この無礼講が闘茶の最も早い例の一つではないか、と茶道史研究者の熊倉功夫は推測している。
この無礼講がことさら取り上げられたのは、正中の変という事件と関係する。この日記の記録の少し前、後醍醐天皇と資朝・俊基は鎌倉幕府への討幕計画を立てたと疑われたが、調査の結果、後醍醐は冤罪だとして釈放された。一方、資朝・俊基は無礼講の開催を理由の一つとして拘禁が続けられ、さらに無礼講の参加者の名簿に「高貴の人」（＝後醍醐天皇か）が載っているという真偽不明の噂まで立っていたという。日本史研究者の河内祥輔の主張によれば、無礼講そのものに討幕計画などの大した政治的意味はなく、鎌倉幕府が、正中の変の判決をどうしたものか、判断を下すのを先延ばしにするために、ひとまず他愛もない風紀問題を口実にして資朝・俊基の拘禁を延長したのではないか、という。

#### 『太平記』
正中の変から約50年後の1370年ごろに完成した軍記物語『太平記』「無礼講事付玄恵文談事」では、後醍醐天皇が鎌倉幕府の討幕を図るため、身分を越えた密議を行うため、無礼講と称した宴席を行ったと描かれている。参加者は烏帽子や法衣を脱ぎ、献杯においては身分の上下を取り払い、薄着の17-18歳の美女10数人に酌をさせ、山海の珍味と酒を尽くし、歌い舞うというものであったという。
ただし、前節の通り、史実としては基本的に茶会であり、参加者が衣服を乱すというのも上下の秩序を外すという意味合いが強かったと思われ、美女まで同席した酒宴だったかどうかは不明である。
また、『太平記』の無礼講＝討幕計画説は2000年代前半まで通説とされていた。しかしこの説は、それ以降、日本史研究者の河内祥輔や呉座勇一らによって疑問が出されている。たとえば、上記の日記を著した花園上皇は、後醍醐天皇の政敵であるが、花園が無礼講を問題にしているのは、風紀上の問題であり、討幕計画について直接触れてはいない。そもそも、政敵側にまで内容が広く知られているほど有名な会合で、陰謀を計画するのは不自然なのではないか、という。

### 江戸時代以降
江戸時代に成立した古典落語の八五郎出世では、無礼講だからと言われて羽目を外しすぎる人物が描写されており、現在と同様の意味で無礼講という言葉が使われている。
一口に無礼講といっても、その意味合いは発言者により変わる曖昧なものである。酌などの作法を無視する、一般的な作法に代わって独自の作法を適用する（またはその逆）、業務外の話題を許可あるいは推奨する、注文する料理の値段を気にしないなど。「楽しんで欲しい」という意思表示として形式的に述べられるだけの場合もある。そのため、発言者の意図を汲み取った振舞いができないと、上司、部下、先輩や後輩、さらに同期社員との、その後の人間関係に影響を及ぼす恐れがある。
形式的に述べられる「お約束」のような言葉でもあり、必ずしも無礼が許されるとは限らないため、宴会の席では状況を把握した上で、過剰にならない程度に振舞うことが求められる。その度合いはどのような集まりであるかにもより、例えば過密スケジュールで高負荷が常態化するような部署ではストレスを解消させ業務効率の回復を狙い、行き過ぎた態度に出ず不快にならない程度の無礼を容認する場合がある。